# Нджоле
Нджоле  (фр. Ndjolé) — город в центральной части Габона, на территории провинции Среднее Огове. Административный центр департамента Абанга-Бигне.

## География
Расположен на берегу реки Огове, к северо-востоку от города Ламбарене. Абсолютная высота — 110 метров над уровнем моря.

## Население
По данным на 2013 год численность населения составляет 7222 человека.
Динамика численности населения города по годам:
| 1993 | 2013 |
| ---- | ---- |
| 3700 | 7222 |

## Экономика и транспорт
Экономика города основывается на лесной промышленности. Кроме того, Нджоле — важный транспортный центр. Через город проходит Трансгабонская железная дорога, а также национальное шоссе № 2. Нджоле — конечный пункт на реке Огове, куда доходят баржи. Сразу выше города на реке имеются пороги.